# Fagocit

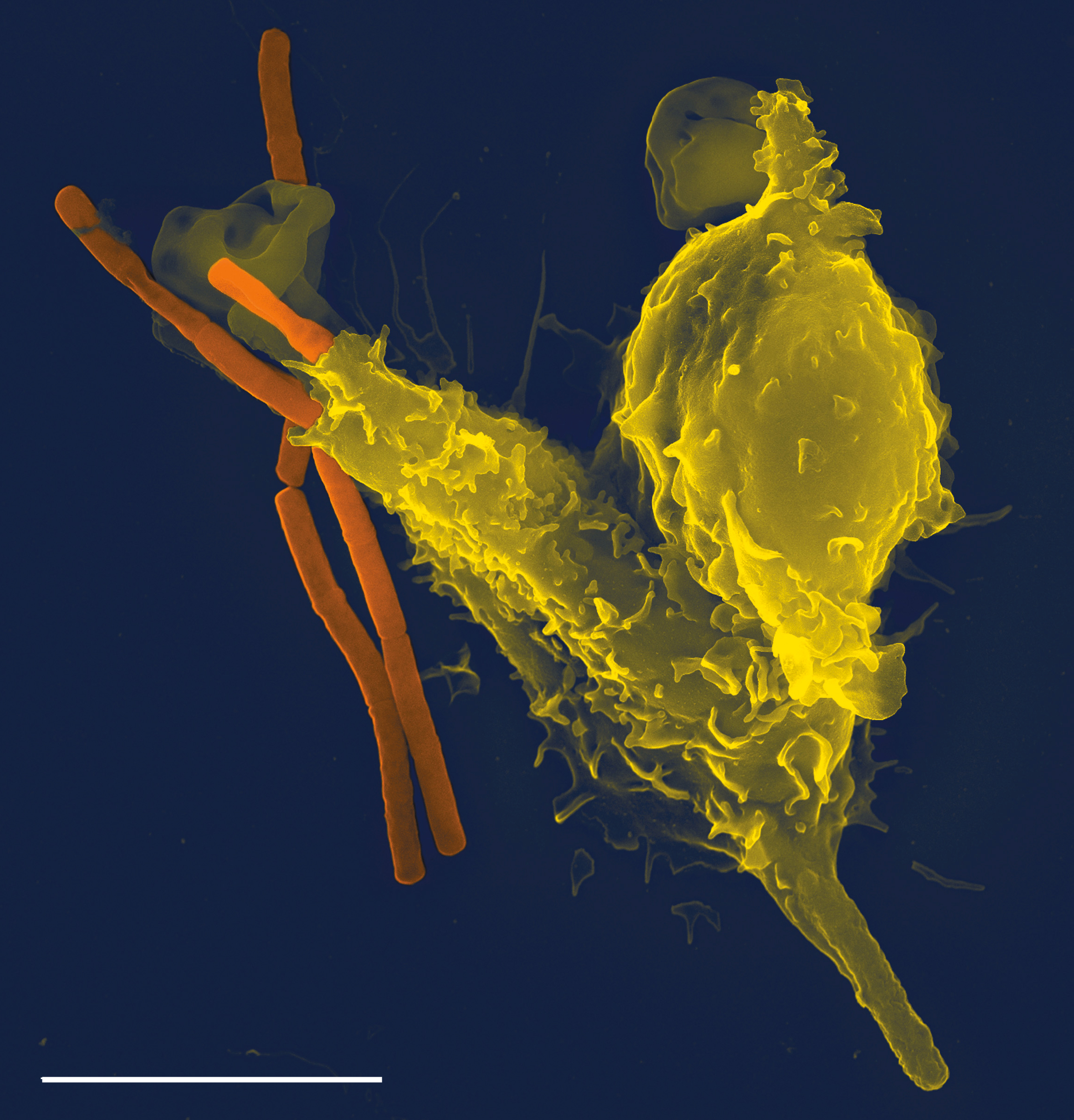
Imagine prin microscopie electronică cu scanare a unor bacili de antrax (portocaliu) fagocitați de neutrofile

Fagocitele sunt celule care protejează organismul prin ingerarea particulelor străine dăunătoare, bacteriilor și celulelor moarte sau pe moarte. Denumirea lor provine din limba greacă, prin compunerea termenilor phagein („a mânca”) și kutos („celulă”). Sunt celule esențiale pentru combaterea infecțiilor și pentru imunitate.  Fagocitele sunt importante în întregul regn animal  și sunt celule foarte dezvoltate în cadrul speciilor de vertebrate. Un litru de sânge uman conține aproximativ șase miliarde de fagocite.  Au fost descoperite în 1882 de Ilya Ilici Mechnikov în timp ce studia larvele de stele de mare. Mechnikov a primit în 1908 Premiul Nobel pentru Fiziologie sau Medicină pentru descoperirea sa.  Fagocitele apar la multe specii; unele amibe se comportă ca fagocitele macrofage, ceea ce sugerează că fagocitele au apărut devreme în procesul de evoluție. 
Printre cele mai importante clase de fagocite se numără câteva tipuri de leucocite (precum Neutrofilele, monocitele, macrofagele, mastocitele și celulele dendritice).